# 曾耀南
曾耀南（?—?），廣東省高州府茂名縣人，清朝政治人物、進士出身。
光緒三年（1877年），参加丁丑科殿試，登進士二甲第24名。同年五月，分部學習。